# 特雷弗·科克尔
特雷弗·科克尔（英語：Trevor Coker，1949年10月1日—1981年8月23日），新西兰男子赛艇运动员。他曾代表新西兰参加1972年和1976年夏季奥林匹克运动会赛艇比赛，获得一枚金牌和一枚铜牌。